# Maria van Oosterwijk
Maria van Oosterwijck foi uma pintora holandesa da Era de Ouro, especializada em pinturas de flores ricamente detalhadas e outras naturezas-mortas.

## Biografia
Nascida em Nootdorp, próximo a Delft, ela se destacou num gênero geralmente reservado aos homens de sua época, consolidando-se como uma das mais importantes artistas barrocas dos Países Baixos.
Desde jovem, Van Oosterwijck foi incentivada pelo pai, que era ministro da igreja reformada. Decidida a se dedicar à pintura, estudou com o mestre Jan Davidsz de Heem em Utrecht, um dos principais pintores de natureza-morta da época. Com ele, aprendeu a capturar os detalhes intrincados de flores, frutas e objetos simbólicos, que carregavam significados morais e religiosos, características que se tornariam marcas de sua obra.
As pinturas de Van Oosterwijck são conhecidas por sua atenção meticulosa aos detalhes e pela precisão na representação dos materiais, como pétalas de flores, insetos e gotas de orvalho. Suas obras são reconhecidas pelo uso de luz e sombra para criar uma ilusão de profundidade e realismo, técnica associada ao estilo barroco. Muitas de suas composições incluem elementos simbólicos – como crânios, ampulhetas e frutas em decomposição –, que reforçam temas de transitoriedade e mortalidade, típicos das "vanitas", um subgênero da natureza-morta popular na época.
Ao longo de sua carreira, Van Oosterwijck enfrentou os obstáculos típicos para mulheres artistas do período, incluindo a impossibilidade de ingressar em guildas de pintores, as quais eram fundamentais para a validação e comercialização de obras. Ainda assim, sua habilidade a ajudou a conquistar uma clientela notável, incluindo o rei Luís XIV da França, o imperador Leopoldo I do Sacro Império Romano-Germânico e o rei Guilherme III de Inglaterra. As demandas por suas obras eram tão altas que ela desenvolveu um processo de trabalho disciplinado e produziu um número limitado de quadros, prezando pela qualidade .
Van Oosterwijck nunca se casou, e acredita-se que esse estilo de vida permitiu que ela se dedicasse inteiramente à sua arte, mantendo controle completo sobre suas finanças e decisões artísticas. Seus trabalhos foram frequentemente comparados aos de sua contemporânea Rachel Ruysch, que também se destacou no gênero da natureza-morta. Ambas as artistas são figuras pioneiras na história da arte, não apenas pelo virtuosismo técnico, mas por terem conquistado respeito e autonomia em um contexto onde as mulheres eram raramente aceitas como profissionais. A obra de Van Oosterwijck continua a ser celebrada por sua riqueza simbólica e pela habilidade com que reflete temas humanos universais, capturando com maestria a beleza efêmera da vida.